# Piotr Gelhor
Piotr Gelhor (Petrus, Peter Gielor, Gelhör, Geler) I, starszy (zm. 1543) – polski złotnik.

## Życiorys
Piotr Gelhor, zamożny (posiadał domy na Rynku i przy ul. Wodnej) i szanowany obywatel Poznania, którego dokumenty miejskie notują od roku 1495. Pełnił wiele funkcji w mieście: w latach 1504 i 1507–1518 był ławnikiem miejskim, a w latach 1519–1534 - radnym. Trzykrotnie piastował też stanowiska starszego cechu złotników (w 1499, 1502 i 1503 roku), oprócz tego jest także wspominany jako szafarz majątku miejskiego.
Jako złotnik był znany z (sygnowanego jego imieniem), wykonanego na polecenie opata trzemeszeńskiego Andrzeja Drzążyńskiego dla kościoła kanonickiego w Trzemesznie późnogotyckiego, skrzynkowego relikwiarza z 1507 roku, przeznaczonego do przechowywania ręki Św. Wojciecha. Zdobiony grawerowanymi scenami figuralnymi relikwiarz, stylem nawiązujący do rycin Schongauera i szkoły norymberskiej, należy do najpiękniejszych dzieł sztuki złotniczej z warsztatów poznańskich. Przez wzgląd na analogie artystyczne, Gelhorowi przypisuje się także autorstwo relikwiarza puszkowego Św. Sabiny z 1510 (obecnie w  skarbcu katedry w Poznaniu). Ten relikwiarz również wykazuje wpływy grafiki Schongauera. 
Piotr Gelhor I miał trzech synów oraz trzy córki, co dało początek sławnemu rodowi złotników (cztery pokolenia) – rodzinie Gelhorów–Kamieniów. Ród ten spowinowacony był z wieloma poznańskimi złotnikami, takimi jak Wojciech Darmopych, Szymon Czudnik, Jerzy Gensch, A. Góźdź, Jan Kliza oraz Łukasz Stamm. Ostatnim przedstawicielem rodu (który wymarł w 1633) był złotnik Piotra III Gelhor.